# 7971 Meckbach
7971 Meckbach eller 9002 P-L är en asteroid i huvudbältet som upptäcktes den 17 oktober 1960 av den nederländsk-amerikanske astronomen Tom Gehrels och det nederländska astronomparet Ingrid van Houten-Groeneveld och Cornelis Johannes van Houten vid Palomarobservatoriet. Den är uppkallad efter Wolfgang Meckbach.
Den tillhör asteroidgruppen Eunomia.